# 彰化縣私立精誠高級中學
彰化縣私立精誠高級中學（英語：Ching Cheng High School，縮寫：CCHS）是一所位於臺灣彰化縣彰化市的私立普通型高級中等學校。

## 校史
- 1956年（民國45年）：由蘇振輝、王耀南、翁慨等教育人士計畫，籌備成立第一屆董事會，並由鄧傳楷出任董事長。草創初期由彰化縣政府撥借校地並予以補助，成立彰化縣私立精誠初級中學。
- 1957年（民國46年）：第二任校長劉琥接任。
- 1958年（民國47年）：增設高中部，並改名成臺灣省彰化縣私立精誠中學，開始招收高中部學生。
- 1960年（民國49年）：第三任校長畢靜子接任，因積勞成疾而猝逝，後校園內設置其銅像供師生瞻仰。
- 1965年（民國54年）：臺灣省教育廳令派彰化縣政府督學宋協邦暫代校長。翌年4月第二屆董事會改組完成，另聘林維增出任校長。
- 1979年（民國68年）：由許榮達擔任校長，2000年申請退休，另由人事主任王哲夫暫代校長。
- 2001年（民國90年）：該校董事會聘請前彰化高中校長曾勘仁出任校長。
- 2008年（民國97年）：曾勘仁退休後由賴炳輝接掌校長一職。
- 2012年（民國101年）：賴炳輝繼續連任校長，但於8月離校；由前國立臺南二中、國立臺中一中校長郭伯嘉繼位
- 2022年（民國111年）：郭伯嘉校長於8月辦理退休，校長由前員林高中校長游源忠接任。

## 歷任校長
| 任別 | 任期                | 姓名   | 更動原因                                       |
| ---- | ------------------- | ------ | ---------------------------------------------- |
| 1    | 1956年 －           | 錢寧康 |                                                |
| 2    | 1957年 －           | 劉琥   | 1958年校名由精誠初中更名為精誠中學             |
| 3    | 1960年 －           | 畢靜子 | 猝逝，校內設置其銅像，供師生瞻仰               |
| 4    | 1964年 －           | 沈兆同 |                                                |
| 代理 | 1965年 －           | 宋協邦 |                                                |
| 5    | 1966年 －           | 林維增 |                                                |
| 6    | 1979年 － 2000年    | 許榮達 | 退休                                           |
| 代理 | 2000年 －           | 王哲夫 | 人事主任代理                                   |
| 7    | 2001年 － 2008      | 曾勘仁 | 董事會聘請前彰化高中校長曾勘仁接任，期滿後退休 |
| 8    | 2008年 － 2012年8月 | 賴炳輝 |                                                |
| 9    | 2012年 － 2022年    | 郭伯嘉 | 退休                                           |
| 10   | 2022年 － 現任      | 游源忠 | 前員林高中校長接任                             |

## 外部連結
- 彰化縣私立精誠中學 （页面存档备份，存于）